# Eritrea i olympiska sommarspelen 2004
Eritrea i olympiska sommarspelen 2004 bestod av idrottare som blivit uttagna av Eritreas olympiska kommitté.

## Friidrott
Herrar
Bana, maraton och gång
| Idrottare          | Gren         | Heat     | Heat      | Kvartsfinal | Kvartsfinal | Semifinal | Semifinal | Final            | Final            |
| Idrottare          | Gren         | Resultat | Placering | Resultat    | Placering   | Resultat  | Placering | Resultat         | Placering        |
| ------------------ | ------------ | -------- | --------- | ----------- | ----------- | --------- | --------- | ---------------- | ---------------- |
| Samson Kiflemariam | 5 000 meter  | 13:26.97 | 8         | i.u.        | i.u.        | i.u.      | i.u.      | Gick inte vidare | Gick inte vidare |
| Zersenay Tadese    | 5 000 meter  | 13:22.17 | 7 q       | i.u.        | i.u.        | i.u.      | i.u.      | 13:24.31         | 7                |
| Yonas Kifle        | 10 000 meter | i.u.     | i.u.      | i.u.        | i.u.        | i.u.      | i.u.      | 28:29.87         | 16               |
| Zersenay Tadese    | 10 000 meter | i.u.     | i.u.      | i.u.        | i.u.        | i.u.      | i.u.      | 27:22.57 NR      | 3                |

Damer
Bana, maraton och gång
| Idrottare          | Gren        | Heat     | Heat      | Kvartsfinal | Kvartsfinal | Semifinal | Semifinal | Final            | Final            |
| Idrottare          | Gren        | Resultat | Placering | Resultat    | Placering   | Resultat  | Placering | Resultat         | Placering        |
| ------------------ | ----------- | -------- | --------- | ----------- | ----------- | --------- | --------- | ---------------- | ---------------- |
| Nebiat Habtemariam | 5 000 meter | 16:49.01 | 20        | i.u.        | i.u.        | i.u.      | i.u.      | Gick inte vidare | Gick inte vidare |